# Stöð 2 Krakkar
Stöð 2 Krakkar est une chaîne de télévision pour la jeunesse islandaise privée, lancée le 1er janvier 2012.